# Французьке математичне товариство
Францу́зьке математи́чне товари́ство (фр. Société mathématique de France, SMF) — громадська професійна організація математиків Франції. Засноване у 1872 році Емілем Лемуаном і є одним із найстаріших математичних товариств у світі. Основною метою Товариства, як сказано у статуті, є сприяння розвитку чистої і прикладної математики. Членами Товариства можуть бути як фізичні особи, так і організації (інститути, дослідницькі лабораторії, бібліотеки тощо). Чисельність на 2022 рік становила близько 1800 членів.
Товариство управляється радою директорів із 24 членів та посадовою особою, обраною відповідно до статуту та підзаконних актів. Є також Наукова рада та Комітет із публікацій. Товариство знаходиться в Парижі, за адресою: вулиця П'єра і Марі Кюрі, 11, Інститут Анрі Пуанкаре, у нього також є філія в Марселі, що займається зберіганням і поширенням публікацій. Товариство має свій власний математичний центр в Люміні на півдні Франції з великою бібліотекою (понад 75000 томів станом на 2017 рік). Щороку тут проводяться близько 50 міжнародних конференцій та організовуються літні школи.

## Видавнича діяльність
Товариство видає декілька наукових журналів:
- Annales Scientifiques de l'École Normale Supérieure[fr]
- Astérisque[en]
- Bulletin de la Société Mathématique de France[en]
- Gazette de la Société Mathématique de France[fr]
- Mémoires de la Société Mathématique de France[2].
- Panoramas et Synthèses[3].
- Revue d'histoire des mathématiques[fr]

Товариство також збирає та поширює інформацію про дослідження, досягнення, навчання, новини математичної спільноти, поточні проекти в галузі математики, а також пропозиції про роботу у Франції та за кордоном. Крім публікацій у журналах, інформація розміщується у щомісячних електронних листах президента Товариства. Публікуються також монографії, доповіді конференцій, матеріали семінарів Бурбакі.

## Конференції
У Товариства немає щорічної конференції, але в одну з неділь середини липня проводяться зустрічі, читаються лекції із щорічно відібраних тем. Крім того, регулярно організовуються спільні конференції з іншими національними та міжнародними математичними товариствами, такими як канадське, іспанське, італійське чи американське.
Товариство розробляє та координує обговорення проблем викладання математики на всіх рівнях через свій Комітет з освіти («Commission Enseignement»). Питання освіти обговорюються на конференціях, також організовуються різноманітні симпозіуми з цієї тематики.

## Нагороди від Товариства
Нагороди від Французького математичного товариства:
- Премія Даламбера[fr] — премія, що спрямована на заохочення поширення знань з математики серед широкої аудиторії[4] ;
- Премія Жаклін Ферран[fr] — нагорода за інноваційну освітню діяльність у галузі математики[5] ;
- Премія Жана-Жака Моро[fr] — нагорода від Французького математичного товариства і SMAI[en] за підтримки Французької академії наук для відзначення дослідників у галузі математики та оптимізації рішень[6];
- Премія Марка Йора[fr] — нагорода від Французького математичного товариства і SMAI[en] за підтримки Французької академії наук, що призначена для сприяння розвитку теорії ймовірностей та її застосування[7];
- Concours SMF junior — математичний конкурс, що організовується Товариством, метою якого є популяризація досліджень у галузі математики серед студентів та магістрів[8].

## Список президентів Товариства
- 1873: Мішель Шаль[9]
- 1874: Лаффон де Ладебат (фр. Laffon de Ladebat)
- 1875: Ірене-Жуль Б’єнеме[en]
- 1876: Жуль де Ла Гурнері[fr]
- 1877: Амеде Маннгайм
- 1878: Жан Гастон Дарбу
- 1879: П’єр-Осьян Бонне[en]
- 1880: Каміль Жордан
- 1881: Едмон Лаґерр
- 1882: Жорж Анрі Альфан[en]
- 1883: Ежен Руше[en]
- 1884: Еміль Пікар
- 1885: Поль Аппель
- 1886: Анрі Пуанкаре
- 1887: Жорж Форе (фр. Georges Fouret)
- 1888: Шарль-Анж Лейсан[en]
- 1889: Дезіре Андре[en]
- 1890: Жульєн Гатон де Ла Гупільєр[fr]
- 1891: Едуард Колліньон[en]
- 1892: Ежен Вікер (фр. Eugène Vicaire)
- 1893: Жорж Гумбер (фр. Georges Humbert)
- 1894: Анрі Піке (фр. Henry Picquet)
- 1895: Едуар Ґурса
- 1896: Габрієль Кенігс[en]
- 1897: Еміль Пікар
- 1898: Леон Лекорню[en]
- 1899: Еміль Гію[fr]
- 1900: Анрі Пуанкаре
- 1901: Моріс Окань
- 1902: Луї Раффі[en]
- 1903: Поль Пенлеве
- 1904: Еммануедь Карвалло (фр. Emmanuel Carvallo)
- 1905: Еміль Борель
- 1906: Жак Адамар
- 1907: Еміль Блютель (фр. Emile Blutel)
- 1908: Рауль Перрен[fr]
- 1909: Шарль Біош[fr]
- 1910: Рауль Брікар[en]
- 1911: Люсьєн Леві (фр. Lucien Lévy)
- 1912: Анрі Андуає
- 1913: Франсуа Коссера (фр. François Cosserat)
- 1914: Ернест Вессіо
- 1915: Елі Картан
- 1916: Моріс Фуше (фр. Maurice Fouché)
- 1917: Клод Гішар[fr]
- 1918: Едмон Майле[fr]
- 1919: Анрі Лебег
- 1920: Жуль Драч[en]
- 1921: Огюст Буланже[fr]
- 1922: Ежен Каен[fr]
- 1923: Поль Аппель
- 1924: Поль Леві
- 1925: Поль Монтель[en]
- 1926: П'єр Фату
- 1927: Бертран де Дефонтвійон (фр. Bertrand de Defontviolant)
- 1928: Александр Тібо (англ. Alexandre Thybaut)
- 1929: Андре Орік (фр. André Auric)
- 1930: Еміль Жуге[en]
- 1931: Арно Данжуа
- 1932: Ґастон Жюліа
- 1933: Альфред-Марі Ліенар
- 1934: Жан Шазі[en]
- 1935: Моріс Фреше
- 1936: Рене Гарньє[fr]
- 1937: Жозеф Перес[en]
- 1938: Жорж Валірон[en]
- 1939: Анрі Верне (фр. Henri Vergne)
- 1940: ?
- 1941: Теофіл Гот (фр. Théophile Got)
- 1942: Шарль Платріє (фр. Charles Platrier)
- 1943: Бертран Гамб'є[fr]
- 1944: Жак Шапелон[fr]
- 1945: Жорж Дармуа[en]
- 1946: Жан Фавар
- 1947: Альберт Шатле[en]
- 1948: Моріс Жанет[en]
- 1949: Роже Брар[fr]
- 1950: Анрі Картан
- 1951: Андре Ламот (фр. André Lamothe)
- 1952: Марі-Луїза Дюбрей-Жакотен[en]
- 1953: Шолем Мандельбройт
- 1954: Жан Лере[en]
- 1955: Андре Маршо (фр. André Marchaud)
- 1956: Моріс Руа (науковець)[fr]
- 1957: Андре Маршо (фр. André Marchaud)
- 1958: Поль Дюбрей[en]
- 1959: Андре Ліхнеровіч[en]
- 1960: Марсель Брело[fr]
- 1961: Густав Шоке[en]
- 1962: Лоран Шварц
- 1963: П’єо Лелон[en]
- 1964: Жан Дьєдонне
- 1965: Шарль Ересманн[en]
- 1966: Андре Ревуз[fr]
- 1967: Жорж Ріб
- 1968: Рене Том
- 1969: Шпрль Пісо[en]
- 1970: Жан-П'єр Серр
- 1971: Жан Серф[en]
- 1972—1973: Жан-П'єр Каан[en]
- 1974: Жорж Пуату[fr]
- 1975: Іветт Аміс[en]
- 1976: Клод Годбійон[fr]
- 1977:  Жак Неве[fr]
- 1978: Жан-Луї Кошул[en]
- 1979—1980: Марсель Берже[en]
- 1981: Мішель Ерве[fr]
- 1982—1983: Крістіан Узель[fr]
- 1984: Жан-Луї Вердьє[en]
- 1985: Бернар Малгранж[en]
- 1986—1987: Жан-Франсуа Мела (фр. Jean-François Méla)
- 1988: Мішель Демазюр[en]
- 1989: Жерар Шіффманн (фр. Gérard Schiffmann)
- 1990—1992: Жан-П'єр Бургіньон[en]
- 1992—1994: Данієль Барлет фр. Daniel Barlet
- 1994—1996: Ремі Ланжевен[fr]
- 1996—1998: Жан-Жак Ріслер[fr]
- 1998—2001: Мірей Мартен-Дешам[en]
- 2001—2004: Мішель Вальдшмідт[en]
- 2004—2007: Марі-Франсуаза Руа[en]
- 2007—2010: Стефан Жаффар [fr]
- 2010—2012: Бернард Гелффер[en]
- 2012—2013: Аліна Бонамі[en]
- 2013—2016: Марк Пеньє (фр. Marc Peigné)
- 2016—2020: Стефан Сьоре (фр. Stéphane Seuret)
- 2020—2024: Фаб'єн Дюран (фр. Fabien Durand)
- 2024— Ізабель Галлагер[en]